# Surf aux Jeux olympiques
Le surf est au programme des Jeux olympiques d'été de 2020 en tant que sport additionnel. La première compétition sera organisée dans l’océan Pacifique, sur le spot de Shidashita situé sur la côte de la préfecture de Chiba.
Il intègre la liste des sports officiels lors de la 136e session en février 2022 pour les jeux 2028 de Los Angeles.

## Historique
La reconnaissance du surf comme discipline olympique remonte bien avant 2020. En effet, le père du surf moderne Duke Kahanamoku, Hawaïen alors médaillé d’or olympique en natation, aurait en 1920 présenté son souhait au Comité international olympique de voir le surf faire partie des Jeux.
La reconnaissance est aussi le combat de l'argentin Fernando Aguerre, lorsqu'il fut élu en 1994 président de l'Association internationale de surf. En 2011, le surf était finaliste pour les Jeux, mais n’a finalement pas été retenu. Il était notamment reproché de ne pas pouvoir envisager une option viable de pratique sur des vagues artificielles au moment de la décision en 2009.
En 2014, sous la direction d'un nouveau président, le CIO a apporté des réformes radicales à sa charte et a élevé le nombre maximum de sports sur 28 afin de permettre de nouveaux sports. Par ailleurs, l'option de pratique sur une piscine à vague pouvait être concluante avec l’appui de l'entreprise de Kelly Slater .
Le Comité international olympique (CIO) a présélectionné une liste de sept sports qui pourraient être admis au programme des Jeux olympiques de 2020. Ces sports sont les suivants : baseball/softball, karaté, squash, skateboard, wushu, wakeboard et escalade sportive.
Le surf ne fait pas partie de la liste, alors que la lutte est réintégrée à la place du squash.
Le 28 septembre 2015, le Comité d'organisation des Jeux olympiques de Tokyo 2020 propose au CIO dix-huit épreuves supplémentaires dans cinq sports différents : wushu et wakeboard ne sont pas finalement retenus et le surf fait son apparition. Le choix définitif fut approuvé par la commission exécutive du Comité international olympique le 1er juin 2016 et entérinée le 3 août 2016 lors de la 129e session du CIO.
Le comité d'organisation Paris 2024 se réserve le droit de ne pas retenir le surf aux Jeux de Paris car les lieux possibles de compétition pourraient être très éloignés de la capitale.
Après de nombreuses concertations, le Comité d’Organisation des Jeux olympiques de Paris 2024 a décidé que les épreuves de surf se dérouleront sur le site de Teahupoo, à Tahiti. Ce dernier est notamment reconnu pour abriter l’une des vagues les plus puissantes et périlleuses du monde. Tahiti était en concurrence avec quatre autres sites français : la Torche (Finistère), Capbreton (Landes), Biarritz (Pyrénées-Atlantiques) et Lacanau (Gironde). L'intégration du surf pour l'édition 2024 est confirmée le 7 décembre 2020. Le lieu est confirmé en août 2022.

## Épreuves
Les épreuves de surf des jeux olympiques 2020 s'organiseront sous la forme classique d'une compétition de shortboard. Respectant le principe de parité prônée par le CIO pour 2020, il y aura une épreuve masculine et une épreuve féminine avec autant d'engagés de chaque côté (20 femmes et 20 hommes).
Un maximum de deux athlètes par genre est autorisé par le CNO, sauf cas particulier pour un troisième surfeur. Tous les surfeurs sélectionnés par leur fédération nationale respective doivent participer aux championnats du monde de surf des deux plus récentes éditions organisées par l'Association internationale de surf, afin d'être éligibles à une qualification olympique. Des qualifications sont également attribuées lors de compétitions organisées par la World Surf League.
Afin de garantir les conditions optimum de glisse, la compétition s'établit sur quatre jours avec une période d'attente maximum de deux semaines.

## Tableau des médailles
Le tableau ci-dessous présente le bilan, par nations, des médailles obtenues en surf lors des Jeux olympiques d'été depuis 2020. Le rang est obtenu par le décompte des médailles d'or, puis en cas d'ex æquo, des médailles d'argent, puis de bronze.
Après les Jeux de 2024, le Brésil est le pays ayant remporté le plus grand nombre de médailles olympiques en surf avec trois médailles dont un en or.
Tableau mis à jour après les Jeux olympiques de 2024

| Rang  | Nation         | Or | Argent | Bronze | Total |
| ----- | -------------- | -- | ------ | ------ | ----- |
| 1     | États-Unis     | 2  | 0      | 0      | 2     |
| 2     | Brésil         | 1  | 1      | 1      | 3     |
| 3     | France         | 1  | 0      | 1      | 2     |
| 4     | Japon          | 0  | 1      | 1      | 2     |
| 4     | Australie      | 0  | 1      | 1      | 2     |
| 6     | Afrique du Sud | 0  | 1      | 0      | 1     |
| Total | Total          | 4  | 4      | 4      | 12    |